# Loebliorylon carinatus
Loebliorylon carinatus är en skalbaggsart som beskrevs av Stanislaw Adam Ślipiński 1990. Loebliorylon carinatus ingår i släktet Loebliorylon och familjen gångbaggar. Inga underarter finns listade i Catalogue of Life.